# Rocky Long
Roderick John Long Jr. (Provo, Utah, 1950. január 27. –) amerikai amerikaifutball-játékos és -edző, 2024-től a Fort Lewis Skyhawks elemzője. Korábban a New Mexico Lobos és a San Diego State Aztecs vezetőedzője volt.
Leginkább a 3–3–5 alakzatú védőstratégiájáról ismert.

## Játékosként
1969 és 1971 között a New Mexico Lobos quarterbackje volt; 1971-ben a Western Athletic Conference az év játékosának választotta. 1972–1973-ban a BC Lions játékosa volt, majd 1974-ben a Detroit Wheelsnél játszott. 1975–1976-ban visszatért a Lionshoz, 1977-ben pedig elnyerte a Western All-Star elismerést.

## Edzőként
A 3–3–5 alakzatú védőstratégiát az Oregon State Beaversnél dolgozta ki. 1997. december 20-án vezetőedzőként visszatért a New Mexico Loboshoz; 65 győzelme a csapat történetében a legtöbb. 2001 és 2007 között hétszer jutottak ki a bowlmérkőzésre; a 2007-est megnyerték. Mivel szerinte nem képes a csapatot továbbfejleszteni, 2008. november 17-én lemondott, majd a San Diego State Aztecs védőkoordinátora lett. 2011-ben vezetőedzővé léptették elő.
2020-ban lemondott; 81 győzelme a második legtöbb. 2022-ig a Lobos védőkoordinátora maradt, majd a pozíciót 2023-ban a Syracuse Orange-nél töltötte be.

## Családja
Feleségével, Debbyvel két lányuk (Roxanne és Hannah) született; Roxanne kosárlabda-, Hannah pedig röplabdaedző.

## Eredményei vezetőedzőként
| Év                                                                                      | Eredmény                                       | Eredmény                                       | Helyezés                                       | Továbbjutás                                    |
| Év                                                                                      | Összesített                                    | Konferencia                                    | Helyezés                                       | Továbbjutás                                    |
| New Mexico Lobos (Western Athletic Conference)                                          | New Mexico Lobos (Western Athletic Conference) | New Mexico Lobos (Western Athletic Conference) | New Mexico Lobos (Western Athletic Conference) | New Mexico Lobos (Western Athletic Conference) |
| --------------------------------------------------------------------------------------- | ---------------------------------------------- | ---------------------------------------------- | ---------------------------------------------- | ---------------------------------------------- |
| 1998                                                                                    | 3–9                                            | 1–7                                            | 7.                                             | –                                              |
| New Mexico Lobos (Mountain West Conference)                                             |                                                |                                                |                                                |                                                |
| 1999                                                                                    | 4–7                                            | 3–4                                            | T-5.                                           | –                                              |
| 2000                                                                                    | 5–7                                            | 3–4                                            | T-5.                                           | –                                              |
| 2001                                                                                    | 6–5                                            | 4–3                                            | T-3.                                           | –                                              |
| 2002                                                                                    | 7–7                                            | 5–2                                            | 2.                                             | Las Vegas Bowl                                 |
| 2003                                                                                    | 8–5                                            | 5–2                                            | 2.                                             | Las Vegas Bowl                                 |
| 2004                                                                                    | 7–5                                            | 5–2                                            | 2.                                             | Emerald Bowl                                   |
| 2005                                                                                    | 6–5                                            | 4–4                                            | T-4.                                           | –                                              |
| 2006                                                                                    | 6–7                                            | 4–4                                            | 5.                                             | New Mexico Bowl                                |
| 2007                                                                                    | 9–4                                            | 5–3                                            | T-3.                                           | New Mexico Bowl                                |
| 2008                                                                                    | 4–8                                            | 2–6                                            | 7.                                             | –                                              |
| New Mexico:                                                                             | 65–69                                          | 40–34                                          | –                                              | –                                              |
| San Diego State Aztecs (Mountain West Conference)                                       |                                                |                                                |                                                |                                                |
| 2011                                                                                    | 8–5                                            | 4–3                                            | 4.                                             | New Orleans Bowl                               |
| 2012                                                                                    | 9–4                                            | 7–1                                            | T-1.                                           | Poinsettia Bowl                                |
| 2013                                                                                    | 8–5                                            | 6–2                                            | 2.                                             | Famous Idaho Potato Bowl                       |
| 2014                                                                                    | 7–6                                            | 5–3                                            | T-1.                                           | Poinsettia Bowl                                |
| 2015                                                                                    | 11–3                                           | 8–0                                            | 1.                                             | Hawaii Bowl                                    |
| 2016                                                                                    | 11–3                                           | 6–2                                            | 1.                                             | Las Vegas Bowl                                 |
| 2017                                                                                    | 10–3                                           | 6–2                                            | 2.                                             | Armed Forces Bowl                              |
| 2018                                                                                    | 7–6                                            | 4–4                                            | 4.                                             | Frisco Bowl                                    |
| 2019                                                                                    | 10–3                                           | 5–3                                            | T-1.                                           | New Mexico Bowl                                |
| San Diego State:                                                                        | 81–38                                          | 51–20                                          | –                                              | –                                              |
| Összesen:                                                                               | 146–107                                        | –                                              | –                                              | –                                              |
| Jelmagyarázat: Konferenciabajnok Konferencia-divízióbajnok vagy bajnokságra továbbjutás |                                                |                                                |                                                |                                                |

## Fordítás
- Ez a szócikk részben vagy egészben  a   Rocky Long című angol Wikipédia-szócikk ezen változatának fordításán alapul.  Az eredeti cikk szerkesztőit annak laptörténete sorolja fel. Ez a jelzés csupán a megfogalmazás eredetét és a szerzői jogokat jelzi, nem szolgál a cikkben szereplő információk forrásmegjelöléseként.